# پروتئین فلورسنت سبز
پروتئین فلورسنت سبز (GFP) پروتئینی متشکل از ۲۳۸ واحداسید آمینه (۲۶٫۹ کیلو دالتون) است که هنگام قرار گرفتن در معرض نور در محدوده آبی تا فرابنفش ، فلورسانس (فلوئورسنس) سبز روشن از خود نشان می‌دهد. پروتئین‌های مشابهی که به رنگ سبز نیز فلورس (شبرنگ) می‌شوند، در بسیاری از موجودات دریایی یافت می‌شوند، اما برچسب GFP به طور سنتی به این پروتئین خاص اشاره دارد که ابتدا از چتر دریایی جدا شده و گاهی - در صورت لزوم چنین دقت - avGFP نامیده می‌شود.
GFP از A. victoria دارای یک قله یا اوج تحریک عمده در طول موج ۳۹۵ نانومترnm است و یک جزئی در ۴۷۵ نانومتر اوج انتشار آن در ۵۰۹ نانومتر است nm، که در قسمت فرو سبز طیف مرئی است. شاخص کوانتومی فلورسانس (QY) GFP 0.79 است. GFP از دریاچه دریا (Renilla reniformis) دارای یک اوج تحریک عمده در ۴۹۸ است نانومتر GFP به دلیل توانایی تشکیل کروموفور داخلی بدون نیاز به کوفاکتورهای جانبی، محصولات ژنی یا آنزیم‌ها / بسترهای دیگر به غیر از اکسیژن مولکولی، ابزاری عالی در بسیاری از اشکال زیست‌شناسی محسوب می‌شود.
در زیست‌شناسی سلولی و مولکولی، ژن GFP اغلب به عنوان گزارشگر برای بیان ژن استفاده می‌شود. برای ایجاد حسگرهای زیستی از آن در اشکال اصلاح شده استفاده شده‌است و حیوانات بسیاری تولید شده‌اند که بیانگر GFP هستند، که اثبات این مفهوم را نشان می‌دهد که ژن می‌تواند در سراسر ارگانیسم معین، در اندام‌های منتخب یا سلول‌های مورد علاقه بیان شود. GFP می‌تواند از طریق تکنیک‌های تراریخته به حیوانات یا گونه‌های دیگر وارد شود و در ژنوم آنها و فرزندان آنها حفظ شود. تا به امروز، GFP در بسیاری از گونه‌ها، از جمله باکتری‌ها، مخمرها، قارچ‌ها، ماهی‌ها و پستانداران، از جمله در سلول‌های انسانی بیان شده‌است. دانشمندان راجر ی. تسین، اوسامو شیمومورا و مارتین چالفی به دلیل کشف و توسعه پروتئین فلورسنت سبز در ۱۰ اکتبر ۲۰۰۸ جایزه نوبل شیمی را دریافت کردند.

## زمینه

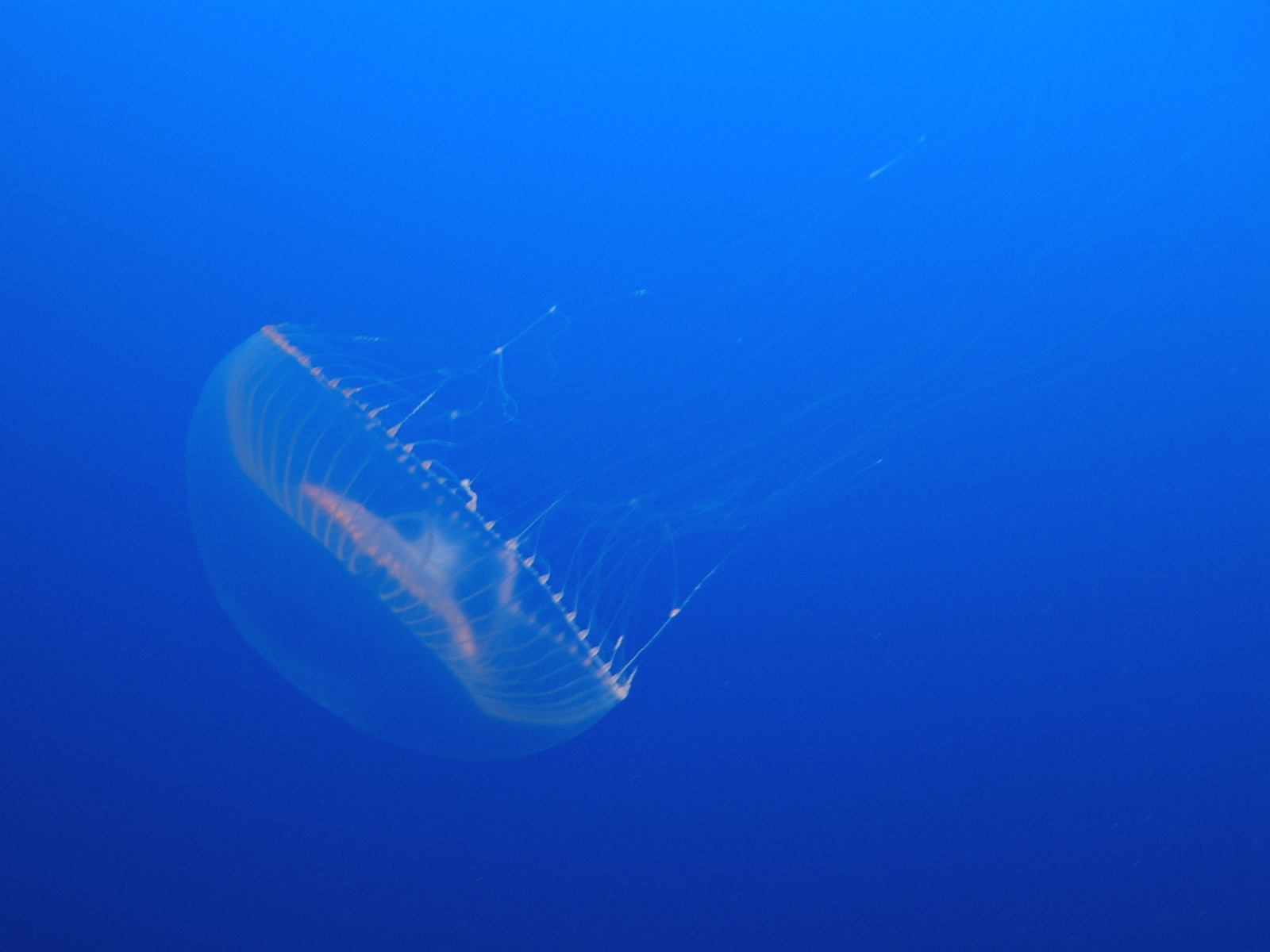
اکوره ویکتوریا

بازسازی سه بعدی تصویر کانفوکلوژن عصبی با بیان بیش از حد VEGF (قرمز) و سلولهای مولد عصبی کنترل مثبت GFP (سبز) در پیاز بویایی موش رگ‌های خونی RECA-1 مثبت - رنگ آبی.

### نوع وحشی GFP (wtGFP)
در دهه ۱۹۶۰ و ۱۹۷۰، GFP، همراه با پروتئین لومینسانس جداگانه اکورین (آنزیمی که تجزیه لوسیفرین را تسهیل می‌کند و باعث آزاد شدن نور می‌شود)، ابتدا از چتر دریایی Aquorea victoria و خواص آن توسط اسامو شیمومورا بررسی شد. در A. ویکتوریا، فلورسانس GFP هنگامی رخ می‌دهد که اکورورین با یون‌های Ca2+ برهم کنش داشته و باعث درخشش آبی می‌شود. مقداری از این انرژی درخشان به GFP منتقل می‌شود و رنگ کلی را به سمت سبز تغییر می‌دهد. با این حال، کاربرد آن به عنوان ابزاری برای زیست شناسان مولکولی محقق نشد تا اینکه در سال ۱۹۹۲ که داگلاس پرشر (Clouding) و توالی نوکلئوتیدی wtGFP در ژن را گزارش کرد. بودجه این پروژه تمام شده بود، بنابراین Prasher نمونه‌های cDNA را به چندین آزمایشگاه ارسال کرد. آزمایشگاه مارتین چالفیه بیان برنامه‌نویسی توالی از wtGFP، با چند اسید آمینه حذف شده، در سلول‌های هترولوگ از باکتری E. coli و الگانس ، انتشار نتایج در علوم در سال 1994. آزمایشگاه فردریک تسوجی بیان پروتئین فلورسنت سبز نوترکیب را به‌طور مستقل یک ماه بعد گزارش داد. نکته قابل توجه این که، مولکول GFP بدون نیاز به کوفاکتورهای برون زای مخصوص شیرهای دریایی، در دمای اتاق فولد (خمش مخصوص رشته اسیدهای آمینه که ساختار دوم و سوم پروتئین را می‌سازد) و فلورسنت بود. اگرچه این پروتئین بسیار شبینه wtGFP فلورسنت بود، اما دارای اشکالات مختلفی بود، از جمله طیف تحریک دوگانه اوج، حساسیت به pH، حساسیت به کلراید، عملکرد کوانتومی فلورسانس ضعیف، قابلیت پایداری نوری و تا شدن ضعیف در ۳۷ درجه سانتیگراد
اولین ساختار کریستالی گزارش شده از GFP، جهش S65T توسط گروه رمینگتون در ساینس در سال ۱۹۹۶منتشر شد. یک ماه بعد، گروه فیلیپس به‌طور مستقل ساختار GFP نوع وحشی را در بیوتکنولوژی طبیعت گزارش کردند. این ساختارهای کریستالی زمینه حیاتی تشکیل کروموفور و فعل و انفعالات باقی مانده همسایه را فراهم می‌کنند. محققان این جهش‌ها را با جهش زایی کارگردانی و تصادفی اصلاح کرده‌اند تا طیف گسترده‌ای از مشتقات GFP را که امروزه استفاده می‌شود، تولید کنند. تحقیقات بیشتر در مورد GFP نشان داده‌است که در برابر شوینده‌ها، پروتئازها، تیمارهای کلرید گوانیدینیم (GdmCl) و تغییرات شدید دما مقاوم است.

### مشتقات GFP

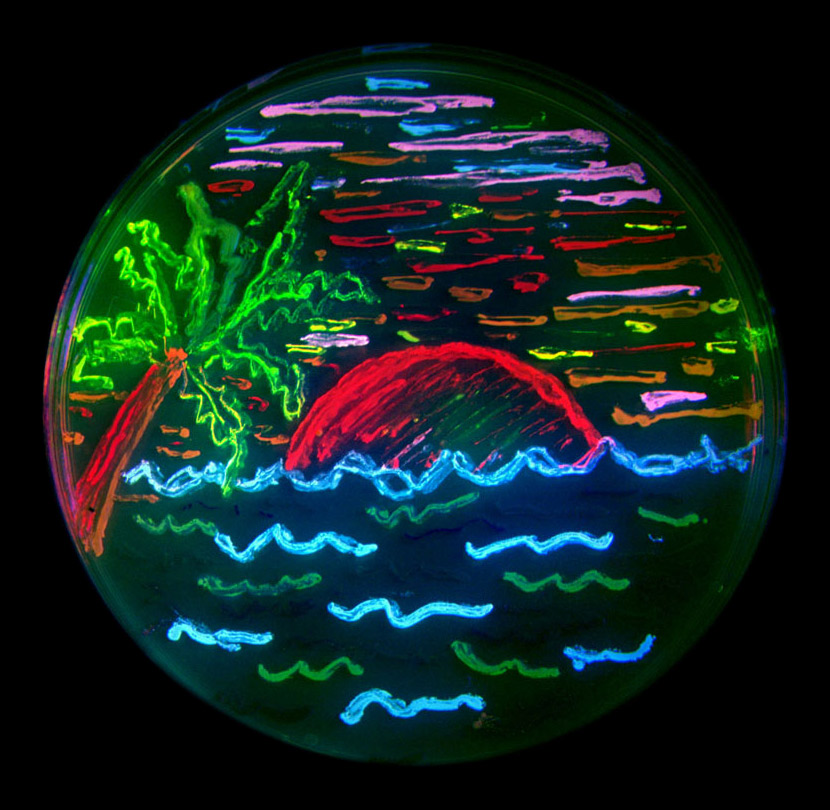
تنوع جهش‌های ژنتیکی توسط این صحنه ساحلی در سن دیگو که با باکتری‌های زنده بیان ۸ رنگ مختلف پروتئین فلورسنت (مشتق شده از GFP و dsRed) ترسیم شده‌است، نشان داده شده‌است.

با توجه به پتانسیل استفاده گسترده و نیازهای در حال توسعه محققان، بسیاری از جهش‌های مختلف GFP مهندسی شده‌اند. اولین پیشرفت عمده جهش تک نقطه ای (S65T) بود که در سال ۱۹۹۵ توسط راجر تسین در طبیعت گزارش شد. این جهش خصوصیات طیفی GFP را به طرز چشمگیری بهبود بخشید و در نتیجه باعث افزایش فلورسانس، قابلیت پایداری و تغییر اوج تحریک عمده به ۴۸۸ نانومتر شد، با اوج امیسیون یا تابش در ۵۰۹ نانومتر نگه داشته شده‌است ناین ویژگیهای طیفی مجموعه فیلترهای FITC که معمولاً در دسترس هستند مطابقت دارد و باعث افزایش کاربرد کاربرد توسط محقق عمومی می‌شود. A 37 راندمان تاشو درجه سانتیگراد (F64L) جهش نقطه ای به این داربست که دارای GFP پیشرفته (EGFP) است، در سال ۱۹۹۵ توسط آزمایشگاه‌های Thastrup و Falkow کشف شد. EGFP اجازه استفاده عملی از GFP در سلولهای پستانداران را داد. EGFP دارای ضریب انقراض (مشخص شده ε) 55000 M -1 cm -۱ است. شاخص عملکرد کوانتومی فلورسانس (QY) EGFP 0.60 است. روشنایی نسبی، بیان شده به عنوان ε • QY، 33000 M -1 cm -۱ است.
Superfolder GFP (sfGFP)، یک سری جهش است که به GFP اجازه می‌دهد به سرعت جمع و بالغ شود حتی وقتی با پپتیدهای ضعیف تاشو در هم آمیخته شود، در سال ۲۰۰۶ گزارش شد.
بسیاری از جهش‌های دیگر از جمله جهش‌های رنگی ایجاد شده‌است. به‌طور خاص، پروتئین فلورسنت آبی (EBFP , EBFP2، Azurite , mKalama1)، پروتئین فلورسنت آبی (ECFP , Cerulean , CyPet , mTurquoise2) و مشتقات پروتئین فلورسنت زرد (YFP، سیترین، ونوس، یپت). مشتقات BFP (به استثنای mKalama1) حاوی جایگزینی Y66H هستند. آنها یک باند جذب گسترده در ماوراio بنفش با مرکز نزدیک به ۳۸۰ نانومتر و حداکثر انتشار در ۴۴۸ نانومتر از خود نشان می‌دهند. یک جهش پروتئین فلورسنت سبز (BFPms1) که ترجیحاً روی (II) و مس (II) را متصل می‌کند ایجاد شده‌است. BFPms1 دارای چندین جهش مهم از جمله و BFP chromophore (Y66H) , Y145F برای عملکرد کوانتومی بالاتر، H148G برای ایجاد یک سوراخ در بتا بارل (ساختار بشکه بتا) و چندین جهش دیگر است که حلالیت را افزایش می‌دهد. اتصال روی (II) شدت فلورسانس را افزایش می‌دهد، در حالی که اتصال مس (II) باعث مهار فلورسانس می‌شود و حداکثر جذب را از ۳۷۹ به ۴۴۴ نانومتر تغییر می‌دهد؛ بنابراین، می‌توان از آنها به عنوان حسگر زیستی Zn استفاده کرد.

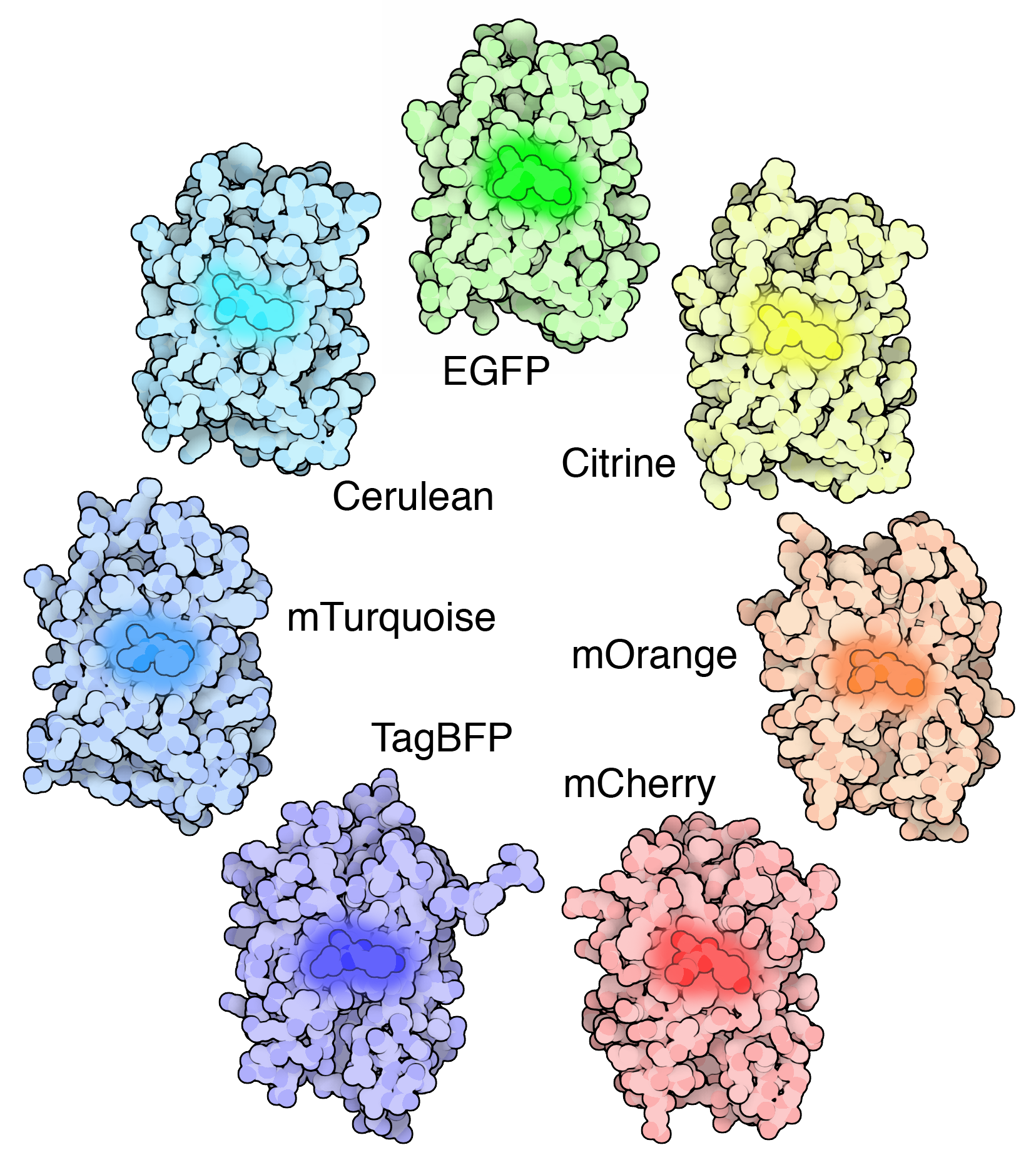
پالت انواع GFP و DsRed.

اتصال کروموفور. جهش حیاتی در مشتقات سیان جایگزینی Y66W است که باعث تشکیل کروموفور با یک جز ind ایندول و نه فنل می‌شود. چندین جهش جبرانی اضافی در بشکه اطراف برای بازگرداندن روشنایی به این کروموفور اصلاح شده به دلیل افزایش حجم زیاد گروه ایندول مورد نیاز است. در ECFP و Cerulean، نیمه ترمینال رشته هفتم دو تغییر شکل را نشان می‌دهد. این ترکیبات هر دو دارای مجموعه پیچیده‌ای از فعل و انفعالات ون در والس (Van der Waals) با کروموفور هستند. جهش Y145A و H148D در Cerulean این فعل و انفعالات را تثبیت کرده و به کروموفور اجازه می‌دهد مسطح تر، بسته‌بندی بهتری داشته باشد و در معرض خاموش شدن و پوشیده شدن (کوئنچینگ) تصادفی نباشد.
جهش زایی تصادفی نقطه ای (Site directed mutagenesis) در ترکیب با غربالگری مبتنی بر طول عمر فلورسانس باعث تثبیت بیشتر رشته هفتم β و در نتیجه یک نوع روشن، mTurquoise2، با شاخص عملکرد کوانتومی (QY) 0.93 شده‌است. طول موج منتقل شده قرمز از مشتقات YFP توسط جهش T203Y انجام می‌شود و به دلیل فعل و انفعالات انباشته شدن n- الکترون بین واحد تیروزین جایگزین شده و کروموفور است. این دو کلاس از انواع طیفی اغلب برای آزمایش انتقال انرژی رزونانس Förster (FRET) استفاده می‌شوند. گزارشگران FRET با رمزگذاری ژنتیکی حساس به مولکول‌های سیگنالینگ سلول مانند کلسیم یا گلوتامات، حالت فسفوریلاسیون پروتئین، تکمیل پروتئین، دیمریزاسیون گیرنده و سایر فرایندها، بازده‌های نوری بسیار ویژه ای از فعالیت سلول را در زمان واقعی ارائه می‌دهند.
جهش زایی نیمه سلولی تعدادی از واحدهای اسید آمینه منجر به جهش‌های حساس به pH می‌باشد و به عنوان pHluorin فلورین، و بعداً ابر PHluorinها شد. با بهره‌برداری از تغییر سریع PH بر همجوشی وزیکول سیناپسی، از pH فلورهای برچسب خورده در synaptobrevin برای تجسم فعالیت سیناپسی در سلول‌های عصبی استفاده شده‌است.
GFP حساس به ردوکس (اکسیداسیون و احیا) (roGFP) با داشتن سیستئین در ساختار بشکه بتا مهندسی شد. حالت ردوکس سیستین خاصیت فلورسنت roGFP را تعیین می‌کند.

### نامگذاری
نامگذاری GFPهای اصلاح شده اغلب به دلیل همپوشانی نقشه‌برداری از چندین نسخه GFP روی یک نام واحد گمراه کننده است. به عنوان مثال، mGFP اغلب به یک GFP با N ترمینال اشاره palmitoylation که باعث اتصال پروتثین سبز فلورسنس به غشای سلولی می‌گردد. با این حال، از همین اصطلاح برای اشاره به GFP مونومری نیز استفاده می‌شود که غالباً با شکستن جهش A206K رابط دایمر بدست می‌آید. نوع وحشی GFP در غلظت‌های بالاتر از ۵ تمایل به دیمر شدن ضعیف دارد میلی‌گرم در میلی لیتر mGFP همچنین مخفف «GFP اصلاح شده» است که از طریق تبادل اسید آمینه برای بیان پایدار در سلولهای گیاه بهینه شده‌است.

## در طبیعت

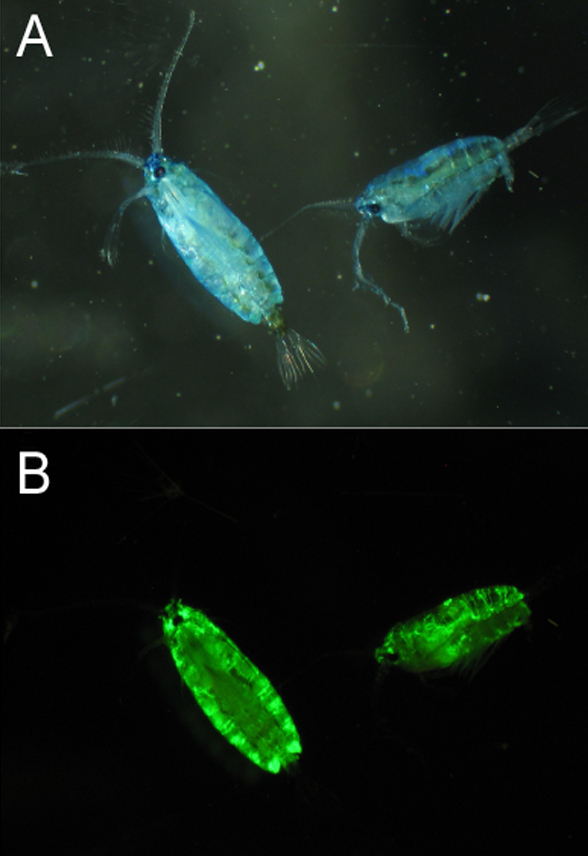
فلورسانس سبز در پاروپایان دریاییپونتلا میموسرامی

هدف از هر دو (اولیه) شب تابی (از aequorin عمل را در لوسیفرین) و (ثانویه) فلورسانس GFP در چتر دریایی ناشناخته است. GFP در اکثر لبه‌های زنگوله چتر دریایی با اکورین در دانه‌های کوچک بیان می‌شود. اوج تحریک ثانویه (480) nm) از GFP مقداری از انتشار آبی اکورین را جذب می‌کند، و باعث ایجاد رنگ سبزتر به بیولومینسانس می‌شود. باقیمانده سرین ۶۵ کروموفور GFP مسئول طیف‌های پیدایش دوقله تحریک در GFP نوع وحشی است. این ماده در هر سه ایزوفرم GFP که توسط Prasher شبیه‌سازی شده‌است، محافظت می‌شود. تقریباً همه جهش‌های این مانده طیف تحریک را به یک قله واحد در ۳۹۵ تحریک می‌کند nm یا ۴۸۰ نانومتر مکانیسم دقیق این حساسیت پیچیده‌است، اما، به نظر می‌رسد، شامل اهدای هیدروژن از سرین ۶۵ به گلوتامات ۲۲۲ است که بر یونیزاسیون کروموفور تأثیر می‌گذارد. از آنجا که یک جهش به‌طور چشمگیری می‌تواند اوج تحریک را در ۴۸۰ نانومتر را افزایش دهد، باعث می‌شود GFP به یک شریک بسیار کارآمدتر اکورین تبدیل شود، به نظر می‌رسد A. Victoria از نظر تکاملی، طیف تحریک با اوج دو برابر را با کارایی کمتر ترجیح می‌دهد. راجر تسین حدس زده‌است که تغییر فشار هیدرواستاتیک با عمق ممکن است بر توانایی سرین ۶۵ در اهدای هیدروژن به کروموفور و تغییر نسبت دو قله تحریک تأثیر بگذارد؛ بنابراین، ماهی ژله ای (Jellyfish) ممکن است با عمق رنگ بیولومینسانس خود را تغییر دهد. با این حال، سقوط جمعیت چتر دریایی در بندر جمعه (Friday Harbor)، جایی که GFP در ابتدا کشف شده بود، مطالعه بیشتر در مورد نقش GFP در محیط طبیعی این چتر دریایی را مختل کرده‌است.

## سایر پروتئین‌های فلورسنت

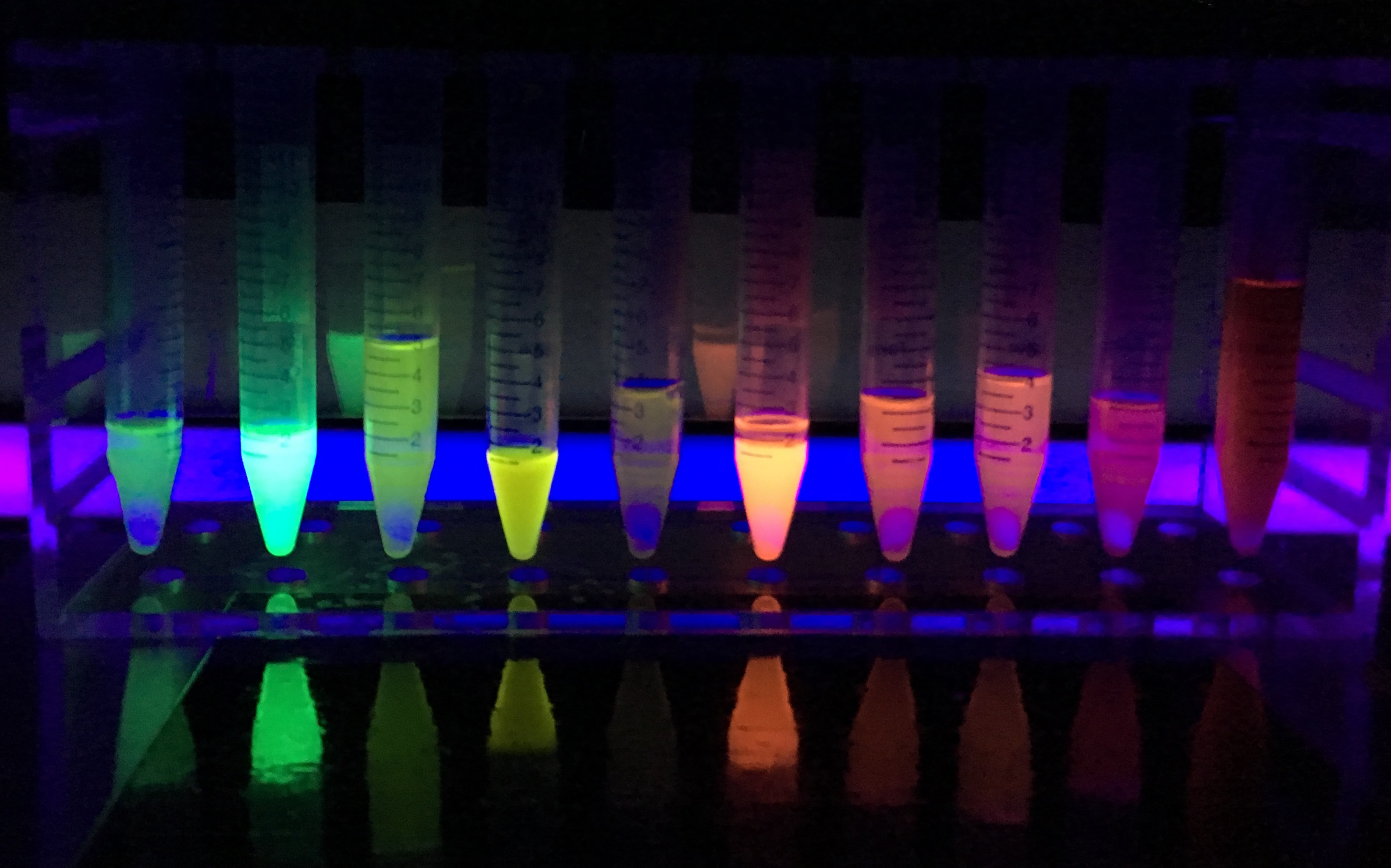
پروتئین‌های مختلف هنگام قرار گرفتن در معرض نور ماورا بنفش، رنگ‌های مختلف فلورسنت تولید می‌کنند.

بسیاری از پروتئین‌های شبیه پروتئین فلورسنت سبز وجود دارند که علی‌رغم اینکه در خانواده پروتئینی GFP قرار دارند، مستقیماً از گیاه Aquorea victoria گرفته نمی شوند. این شامل dsRed , eqFP611، Dronpa , TagRFP , KFP , EosFP / IrisFP , Dendra و غیره است. این پروتئین‌ها با تولید پروتئین در ارگانیسم‌های مختلف، گاهی اوقات می‌توانند رویکردهای بدون خطر برای تشکیل کروموفور را نشان دهند. برخی از این موارد، مانند KFP، از پروتئین‌های فلورسنت طبیعی غیر ضعیف یا ضعیف ساخته شده‌اند که با جهش زایی بسیار بهبود می‌یابند. هنگامی که از ساختار پروتئین بشکه‌های GFP مانند با خصوصیات طیف‌های مختلف استفاده می‌شود، می‌توان از طیف‌های تحریک یک کروموفور برای تأمین انرژی کروموفور دیگر (FRET) استفاده کرد و امکان تبدیل بین طول موج‌های نور را فراهم می‌کند.
پروتئین‌های فلورسنت متصل به FMN (FbFP) در سال ۲۰۰۷ ساخته شد و دسته ای از پروتئین‌های فلورسنت مستقل از اکسیژن (۱۱–۱۶ کیلو دالتون) هستند که از گیرنده‌های نور آبی گرفته می‌شوند. آنها به ویژه برای استفاده در شرایط بی هوازی یا کمبود اکسیژن در نظر گرفته شده‌اند، زیرا تشکیل و اتصال کروموفور فلاوین به اکسیژن مولکولی نیاز ندارد، زیرا این امر در مورد سنتز کروموفور GFP وجود دارد.

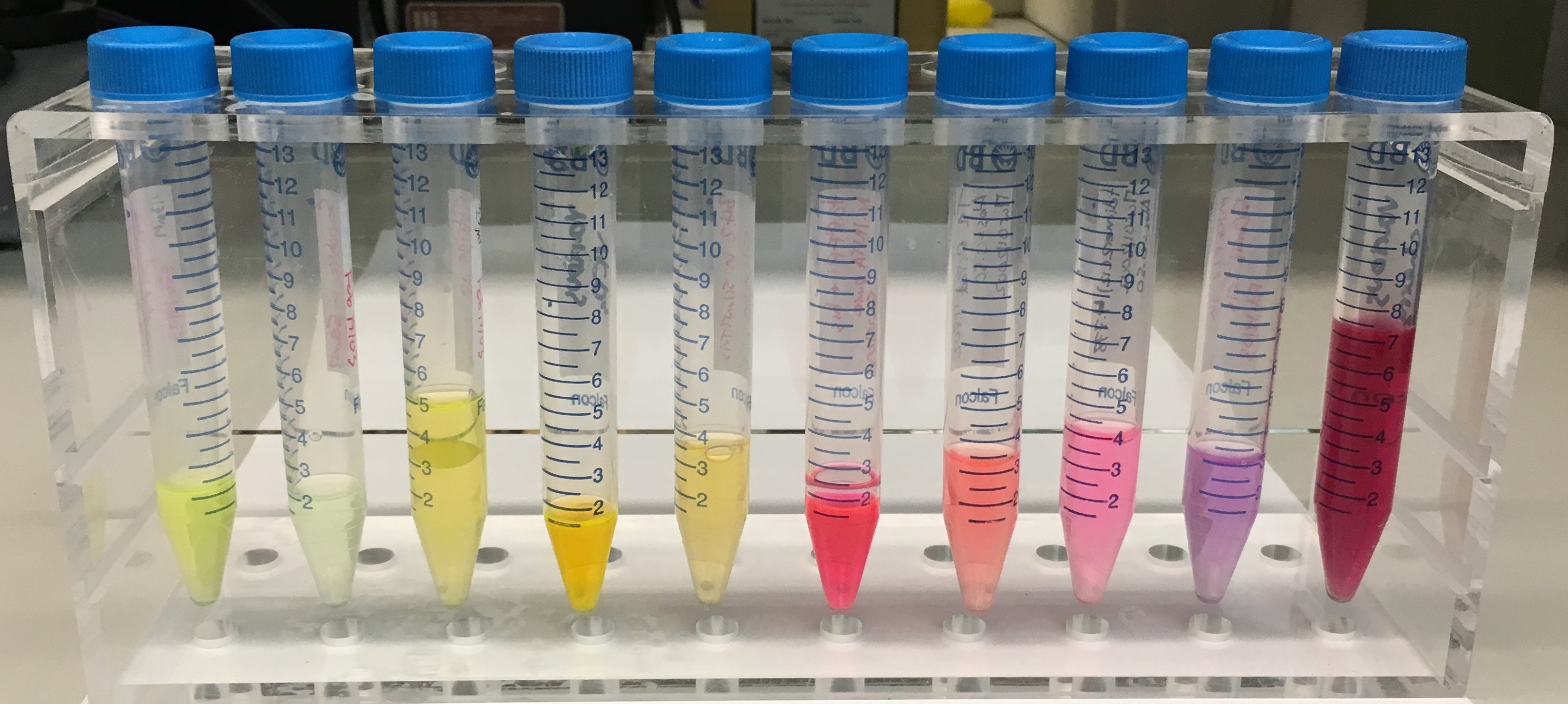
تصویر نور سفید یا تصویری که توسط چشم مشاهده می‌شود، از پروتئین‌های فلورسنت موجود در تصویر بالا.

پروتئین‌های فلورسنت با سایر کروموفورها، مانند UnaG با بیلی روبین، می‌توانند ویژگی‌های منحصر به فرد مانند انتشار قرمز تغییر یافته در بالای ۶۰۰ نانومترnm را نشان دهند یا تبدیل عکس از حالت ساطع کننده سبز به حالت ساطع کننده قرمز. آنها می‌توانند طول موج‌های تحریک و انتشار به اندازه کافی از یکدیگر فاصله داشته باشند تا بتوانند بین نور قرمز و سبز تبدیل شوند.
کلاس جدیدی از پروتئین فلورسنت از یک تکامل یافته بود سیانوباکتر (Trichodesmium erythraeum) phycobiliprotein، α- allophycocyanin، و به نام پروتئین کوچک فوق‌العاده قرمز فلورسنت (smURFP) در سال 2016. smURFP autocatalytically خود شامل کروموفور بیلیوردین بدون نیاز به خارجی پروتئین، معروف به لیاز چتر دریایی و پروتئین‌های GFP مانند مشتق شده از مرجان‌ها به اکسیژن نیاز دارند و با تشکیل کروموفور مقدار استوکیومتری پراکسید هیدروژن تولید می کنند. smURFP نیازی به اکسیژن یا تولید پراکسید هیدروژن ندارد و از کروموفور، بیلیوردین استفاده می‌کند. smURFP دارای یک ضریب انقراض (ضریب میرایی مولار) بزرگ (۱۸۰،000 M -1 cm -1) و دارای شاخص عملکرد کوانتومی متوسط (۰٫۲۰)، که باعث می‌شود نور بیوفیزیکی قابل مقایسه با eGFP و and 2 برابر روشن‌تر از پروتئین‌های فلورسنت قرمز یا قرمز دور حاصل باشد مرجان خواص طیفی smURFP مشابه رنگ آلی Cy5 است.

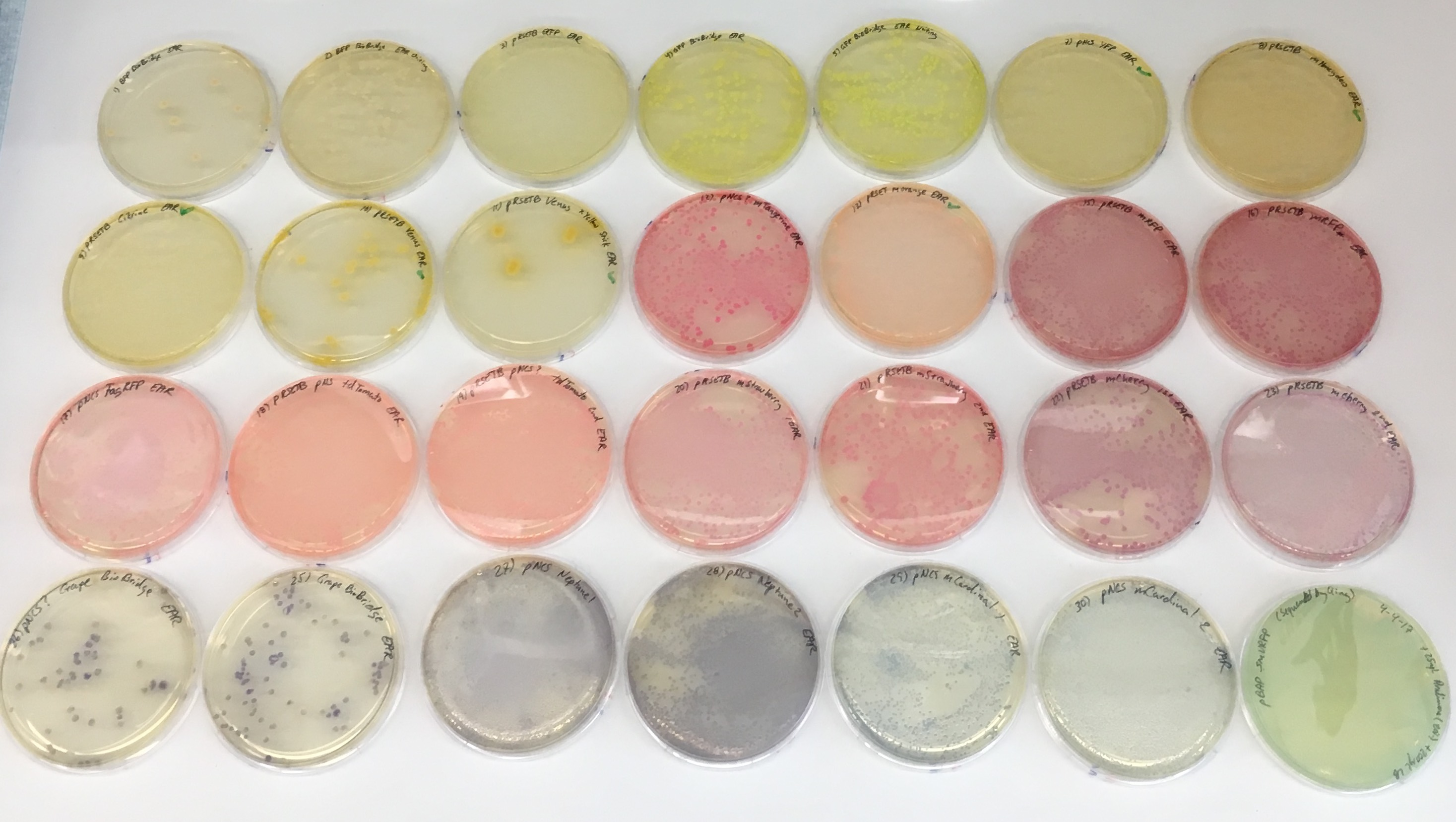
کلنی‌های E. coli بیان کننده پروتئین‌های فلورسنت.

بررسی در مورد کلاسهای جدید پروتئین‌های فلورسنت و برنامه‌های کاربردی را می‌توان در بررسی‌های ذکر شده یافت.

## ساختار

مدل شکل‌گیری خود به خودی فلوروفور HBI (با رنگ سبز برجسته) در wtGFP.

GFP دارای یک ساختار بشکه بتا متشکل از یازده رشته β با آرایش ورق چین دار، با مارپیچ آلفا حاوی کروموفور پیوندی کووالانسی 4- (p -hydroxybenzylidene) imidazolidin-5-one (HBI) است که از مرکز عبور می‌کند. پنج مارپیچ آلفا کوتاهتر در انتهای سازه کلاهک تشکیل می‌دهند. ساختار بشکه بتا یک استوانه تقریباً کامل است، ۴۲Å آنگستروم طول و ۲۴Å آنگستروم قطر (برخی مطالعات قطر ۳۰Å آنگستروم را گزارش کرده‌اند)، ایجاد آنچه که به عنوان «β-قوطی» تشکیل می‌شود، که منحصر به فرد است به خانواده GFP مانند. HBI، فرم تغییر یافته خود به خود تری پپتید Ser65 – Tyr66 – Gly67، در غیاب داربست GFP به درستی تا شده غیر فلورسنت است و عمدتاً به شکل فنل یونیزه نشده در wtGFP وجود دارد. زنجیره‌های جانبی بشکه ای رو به داخل باعث واکنش‌های خاص چرخشی در Ser65 – Tyr66 – Gly67 می‌شوند که باعث یونیزاسیون HBI به فرم فنلات و تشکیل کروموفور می شوند. از این فرایند اصلاح پس از ترجمه (پیرایش بعد از ترجمه ژنتیکی) به عنوان بلوغ یاد می‌شود. شبکه پیوند هیدروژن و فعل و انفعالات انباشته الکترون با این زنجیره‌های جانبی بر رنگ، شدت و پایداری نوری GFP و مشتقات بی شمار آن تأثیر می‌گذارد. طبیعت بسته‌بندی شده بشکه، از مولکول‌های حلال جلوگیری می‌کند و از فلورسانس کروموفور در مقابل خاموش شدن توسط آب محافظت می‌کند. علاوه بر دوچرخه سواری خودکار Ser65-Tyr66-Gly67، یک واکنش ۱٬۲-دهیدروژناسیون در باقیمانده Tyr66 رخ می‌دهد. علاوه بر سه واحد اسید آمینه که کروموفور را تشکیل می‌دهند، واحدهایی مانند Gln94، Arg96، His148، Thr203 و Glu222 همگی به عنوان تثبیت کننده عمل می‌کنند. باقیمانده Gln94، Arg96 و His148 با جداسازی محلی در بار کروموفور قادر به ایجاد ثبات هستند. Arg96 مهم‌ترین باقیمانده تثبیت کننده است به این دلیل که باعث تحقق مجدد ساختارهای لازم برای حلقه HBI می‌شود. هرگونه جهش به واحد Arg96 منجر به کاهش سرعت رشد کروموفور می‌شود زیرا فعل و انفعالات مناسب الکترواستاتیک و استریک از بین می‌رود. Tyr66 گیرنده پیوندهای هیدروژنی است و به منظور تولید الکترواستاتیکی مطلوب یونیزه نمی‌شود.

فیلم GFP که کل ساختار و بزرگ نمایی کروموفور فلورسنت را نشان می‌دهد.

|  |  |

## برنامه‌های کاربردی

### سنجش‌های خبرنگار
پروتئین فلورسنت سبز ممکن است به عنوان ژن گزارشگر استفاده شود.
به عنوان مثال، GFP می‌تواند به عنوان گزارشگر برای سمیت محیطی مورد استفاده قرار گیرد. این پروتئین نشان داده شده‌است به یک راه مؤثر برای اندازه‌گیری سطح سمیت مواد شیمیایی مختلف از جمله اتانول، ص -formaldehyde، فنل، تریکلوزان، و پارابن GFP به عنوان یک پروتئین گزارشگر عالی است زیرا وقتی به محیط سلولی میزبان وارد شود تأثیری روی میزبان ندارد. به دلیل این توانایی، هیچ لکه تجسم خارجی، ATP یا کوفاکتور لازم نیست. با توجه به سطح آلاینده‌ها، فلورسانس اندازه‌گیری شد تا بتوان اثرات آلاینده‌ها را بر روی سلول میزبان سنجید. تراکم سلولی سلول میزبان نیز اندازه‌گیری شد. نتایج حاصل از مطالعه انجام شده توسط Song, Kim، & Seo (2016) نشان داد که با افزایش سطح آلاینده‌ها، هم در فلورسانس و هم در تراکم سلولی کاهش یافته‌است. این نشان دهنده این واقعیت بود که فعالیت سلولی کاهش یافته‌است. تحقیقات بیشتر در مورد این کاربرد خاص به منظور تعیین مکانیزمی که GFP به عنوان یک نشانگر آلاینده عمل می‌کند. نتایج مشابهی در ماهی گورخرماهی (Zebrafish) مشاهده شده‌است زیرا ماهی گورخری که با GFP تزریق شده بود تقریباً بیست برابر نسبت به ماهی که با GFP تزریق نشده بودبرای تشخیص تنشهای سلولی حساس تر بود.

#### مزایا
بزرگ‌ترین مزیت GFP این است که می‌تواند وراثتی باشد، بسته به نحوه معرفی آن، امکان ادامه مطالعه سلولها و بافتهایی که در آنها بیان می‌شود را می‌دهد. تجسم GFP غیرتهاجمی است و فقط به نورپردازی با نور آبی نیاز دارد. GFP به تنهایی در فرایندهای بیولوژیکی تداخل ایجاد نمی‌کند، اما وقتی با پروتئین‌های مورد علاقه ذوب می‌شود، برای حفظ عملکرد پروتئین مورد نظر، طراحی دقیق پیوند دهنده‌ها مورد نیاز است. علاوه بر این، اگر با مونومر استفاده شود، می‌تواند به راحتی در سلول‌ها پخش شود.

### میکروسکوپ فلورسانس

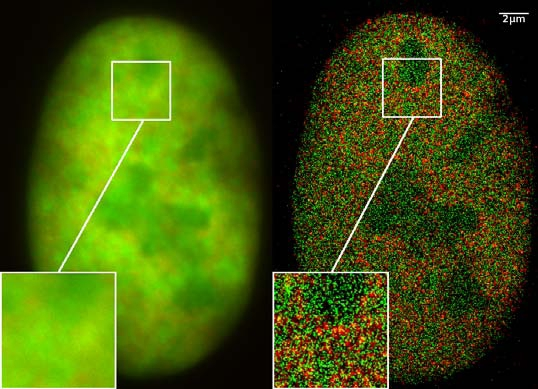
Superresolution با دو پروتئین همجوشی (GFP-Snf2H و RFP-H2A)، مطالعات محلی سازی مشترک (2CLM) در هسته سلول سرطانی استخوان. ۱۲۰٫۰۰۰ مولکول محلی در یک منطقه وسیع (۴۷۰) μm ^{2}).

در دسترس بودن GFP و مشتقات آن میکروسکوپ فلورسانس و نحوه استفاده از آن را در زیست‌شناسی سلول و سایر رشته‌های زیست شناختی کاملاً تعریف کرده‌است. در حالی که اکثر مولکولهای کوچک فلورسنت مانند FITC (ایزوتیوسیانات فلورسئین) وقتی در سلولهای زنده استفاده می‌شود به شدت فتوتوکسیک هستند، پروتئین‌های فلورسنت مانند GFP وقتی در سلولهای زنده روشن شوند معمولاً بسیار مضر هستند. این امر باعث ایجاد سیستم‌های میکروسکوپی فلورسانس سلول زنده بسیار خودکار شده‌است، که می‌تواند برای مشاهده سلول‌ها با گذشت زمان بیان یک یا چند پروتئین برچسب خورده با پروتئین‌های فلورسنت مورد استفاده قرار گیرد. به عنوان مثال، GFP به‌طور گسترده‌ای در برچسب زدن اسپرم موجودات مختلف برای اهداف شناسایی مانند Drosophila melanogaster استفاده شده‌است، جایی که بیان GFP می‌تواند به عنوان یک نشانگر برای یک ویژگی خاص استفاده شود. GFP همچنین می‌تواند در ساختارهای مختلف بیان شود که تمایز ریخت‌شناسی را امکان‌پذیر می‌کند. در چنین مواردی، ژن تولید GFP در ژنوم ارگانیسم موجود در ناحیه DNA گنجانده می‌شود که برای پروتئین‌های هدف کدگذاری می‌کند و توسط همان توالی نظارتی کنترل می‌شود؛ یعنی توالی تنظیمی ژن علاوه بر پروتئین (های) برچسب خورده، تولید GFP را نیز کنترل می‌کند. در سلولهایی که ژن بیان شده و پروتئینهای دارای برچسب تولید می‌شوند، GFP همزمان تولید می‌شود؛ بنابراین، فقط سلولهایی که ژن برچسب زده شده در آنها بیان شده یا پروتئینهای هدف تولید می‌شوند، وقتی توسط میکروسکوپ فلورسانس مشاهده شوند، فلورس خواهند شد. تجزیه و تحلیل چنین فیلم‌های مرور زمان تعریف بسیاری از فرایندهای بیولوژیکی از جمله خمش پروتئین ، انتقال پروتئین و پویایی RNA را تعریف کرده‌است، که در گذشته با استفاده از مواد غیر ارگانیک مورد مطالعه قرار گرفته بود. از داده‌های بدست آمده همچنین برای کالیبراسیون مدل‌های ریاضی سیستم‌های داخل سلولی و تخمین میزان بیان ژن استفاده می‌شود. به‌طور مشابه، GFP می‌تواند به عنوان شاخص بیان پروتئین در سیستم‌های ناهمگن استفاده شود. در این سناریو، پروتئین‌های همجوشی حاوی GFP به‌طور غیرمستقیم، با استفاده از RNA سازه، یا مستقیماً، با خود پروتئین برچسب دار معرفی می‌شوند. این روش برای مطالعه خصوصیات ساختاری و عملکردی پروتئین برچسب خورده در مقیاس ماکرومولکولی یا تک مولکولی با میکروسکوپ فلورسانس مفید است.
میکروسکوپ Vertico SMI با استفاده از فناوری SPDM Phymod از اثر به اصطلاح «نور رنگبری بازگشت‌پذیر» رنگهای فلورسنت مانند GFP و مشتقات آن استفاده می‌کند تا آنها را به صورت تک مولکول‌ها در وضوح نوری ۱۰ بومی کند نانومتر این امر همچنین می‌تواند به عنوان همنشینی (Colocalization) دو مشتق GFP (2CLM) انجام شود.
یکی دیگر از کاربردهای قدرتمند GFP بیان پروتئین در مجموعه‌های کوچکی از سلولهای خاص است. این به محققان این امکان را می‌دهد تا انواع خاصی از سلولها را به صورت نوری در محیط آزمایشگاهی درون کشتگاهی (In vitro) یا حتی در داخل بدن درون جانداری (In vivo) تشخیص دهند. استفاده از ترکیبات ژنتیکی چند نوع طیف GFP یک ترفند مفید برای تجزیه و تحلیل کمان مغز (Brainbow) است. از دیگر موارد جالب استفاده از پروتئین‌های فلورسنت در منابع می‌توان به استفاده از FP به عنوان سنسور پتانسیل غشای نورون، ردیابی گیرنده‌های AMPA در غشای سلول، ورود ویروسی و عفونت ویروس‌های آنفلوانزا و ویروس‌های لنتی ویروسی اشاره کرد. و غیره
همچنین مشخص شده‌است که نسلهای جدیدی از موشهای GFP تراریخته می‌توانند برای ژن درمانی و همچنین داروهای بازساختی کارآمد باشند. با استفاده از «بیانگر بالا» GFP، موشهای تراریخته بیان زیادی در اکثر بافتها دارند و بسیاری از سلولهایی که در موشهای تراریخته قبلی GFP مشخص نشده‌اند یا فقط ضعیف توصیف شده‌اند.
نشان داده شده‌است که GFP در روش زیست‌شناسی انجمادی به عنوان یک آزمون حیاتی مفید است. همبستگی زنده مانی که با استفاده از روش تریپان آبی اندازه‌گیری شد ۹۷/۰ بود. کاربرد دیگر استفاده از GFP همزمان انتقال به عنوان کنترل کارایی انتقال ژن (ترانسفکسیون) در سلول‌های پستانداران است.
استفاده احتمالی جدید از GFP شامل استفاده از آن به عنوان مانیتور حساس فرایندهای درون سلولی از طریق سیستم لیزر eGFP ساخته شده از یک رده سلول کلیه جنینی انسان است. اولین لیزر زنده مهندسی شده توسط سلول بیسرمازیست‌شناسیان کننده eGFP در داخل حفره نوری بازتابنده ساخته شده و با پالس‌های نور آبی به آن ضربه می‌زند. در یک آستانه پالس مشخص، خروجی نوری eGFP روشن‌تر و کاملاً یکنواخت به رنگ سبز خالص با طول موج ۵۱۶ تبدیل می‌شود نانومتر قبل از اینکه به عنوان نور لیزر ساطع شود، نور در حفره تشدید کننده به عقب و جلو بازمی‌گردد و بارها از سلول عبور می‌کند. با مطالعه تغییرات فعالیت نوری، محققان ممکن است فرایندهای سلولی را بهتر درک کنند.
GFP به‌طور گسترده‌ای در تحقیقات سرطان برای برچسب گذاری و ردیابی سلول‌های سرطانی استفاده می‌شود. سلولهای سرطانی دارای برچسب GFP برای مدل‌سازی متاستاز، فرایندی که سلولهای سرطانی به اندامهای دوردست هجوم می‌برند، مورد استفاده قرار گرفته‌اند.

### تقسیم GFP
از GFP می‌توان برای تجزیه و تحلیل همنشینی (همنشانی) پروتئین‌ها استفاده کرد. این امر با «تقسیم» پروتئین به دو قطعه که قادر به جمع کردن خود (Self assembly) هستند، و سپس ترکیب هر یک از این دو پروتئین مذکور حاصل می‌شود. به تنهایی، این قطعات GFP ناقص قادر به فلورسنس نیستند. با این حال، اگر دو پروتئین مورد علاقه در یک دیگر قرار بگیرند، سپس دو قطعه GFP با هم جمع می‌شوند و ساختاری GFP مانند ایجاد می‌کنند که قادر به فلورسنس است؛ بنابراین، با اندازه‌گیری سطح فلورسانس می‌توان تعیین کرد که آیا این دو پروتئین مورد علاقه در یک مکان قرار دارند.

### عکاسی ماکرو
فرایندهای بیولوژیکی در مقیاس کلان، مانند انتشار عفونت‌های ویروسی، با استفاده از برچسب گذاری GFP قابل پیگیری است. در گذشته، از نور ماورا بنفش جهش زا (UV) برای روشن کردن موجودات زنده استفاده شده‌است (به عنوان مثال، به) برای تشخیص و عکس برداری از بیان GFP. اخیراً تکنیکی با استفاده از چراغهای LED غیر جهش زا برای عکاسی ماکرو ایجاد شده‌است. در این تکنیک از پیوست دوربین اپی فلورسانس بر اساس همان اصلی که در ساخت میکروسکوپ‌های اپی فلورسانس استفاده شده‌است، استفاده می‌شود.

### حیوانات خانگی تراریخته

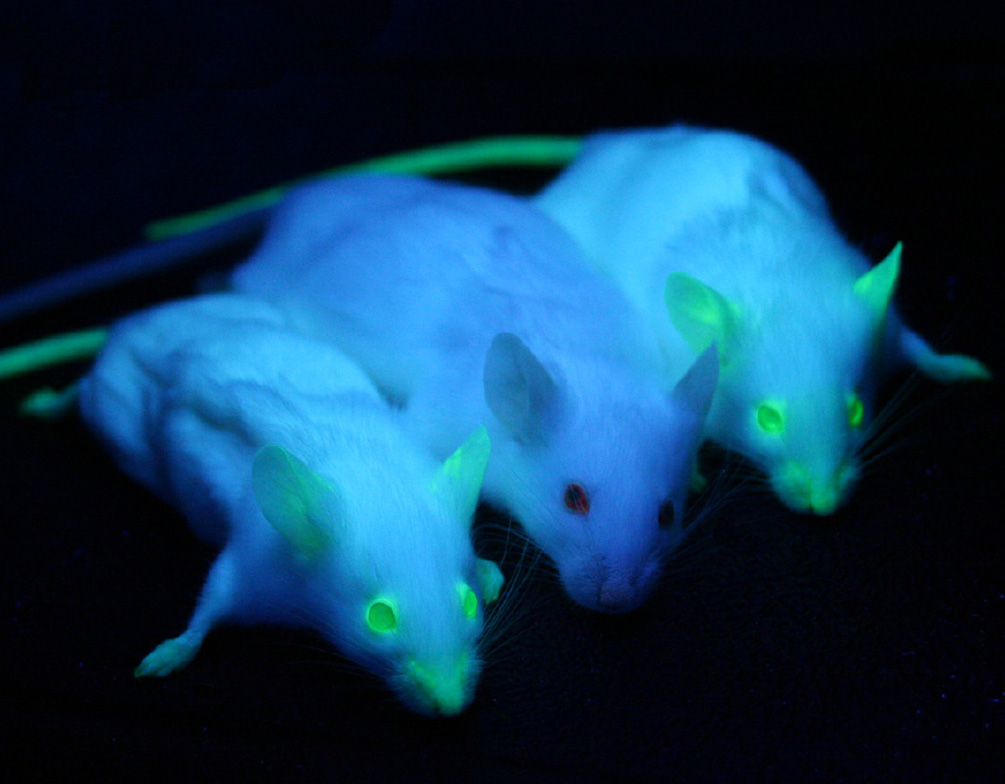
موش‌هایی که GFP را تحت نور UV (چپ و راست) بیان می‌کنند، در مقایسه با موش طبیعی (مرکز)

آلبا، یک خرگوش فلورسنت سبز، توسط یک آزمایشگاه فرانسوی ساخته شده توسط ادواردو کاک با استفاده از GFP برای اهداف هنری و تفسیر اجتماعی ساخته شد. شرکت آمریکایی Yorktown Technologies در فروشگاه‌های آکواریوم برای گورخر ماهی فلورسنت سبز (GloFish) که در ابتدا برای شناسایی آلودگی در آبراه‌ها ساخته شده بود، بازاریابی می‌کند. NeonPets، یک شرکت مستقر در ایالات متحده، موشهای فلورسنت سبز را با نام NeonMice به صنعت حیوانات خانگی عرضه کرده‌است. خوک‌های فلورسنت سبز، معروف به Noels، توسط گروهی از محققان به سرپرستی وو شین چی در گروه علوم و فنون حیوانات در دانشگاه ملی تایوان پرورش داده شدند. یک تیم ژاپنی-آمریکایی گربه‌های فلورسنت سبز را به عنوان اثبات ایده استفاده از آنها به‌طور بالقوه به عنوان ارگانیسم‌های الگویی برای بیماری‌ها، به ویژه HIV ایجاد کرده‌است. در سال ۲۰۰۹ یک تیم کره جنوبی از دانشگاه ملی سئول اولین بگلهای تراریخته را با سلولهای فیبروبلاست از شقایق دریایی پرورش داد. سگها نور قرمز فلورسنت ساطع می‌کنند و هدف آنها این است که به دانشمندان اجازه می‌دهد ژن‌هایی را که باعث بیماری‌های انسانی مانند نارکولپسی و کوری می‌شوند، مطالعه کنند.

### هنر
جولیان ووس-آندره، یک هنرمند متولد آلمان متخصص در «مجسمه‌های پروتئینی»، مجسمه‌هایی را بر اساس ساختار GFP خلق کرد، از جمله "پروتئین سبز فلورسنت" با طول ۱٫۷۰ متر (5'6 ") (2004) و "چتر دریایی استیل" (۱٫۲۰۰ متر) با طول ۱٫۴۰ متر (۴'۷ "). مجسمه اخیر در محل کشف GFP توسط Shimomura در سال ۱۹۶۲، آزمایشگاه‌های جمعه بندر دانشگاه واشینگتن واقع شده‌است.

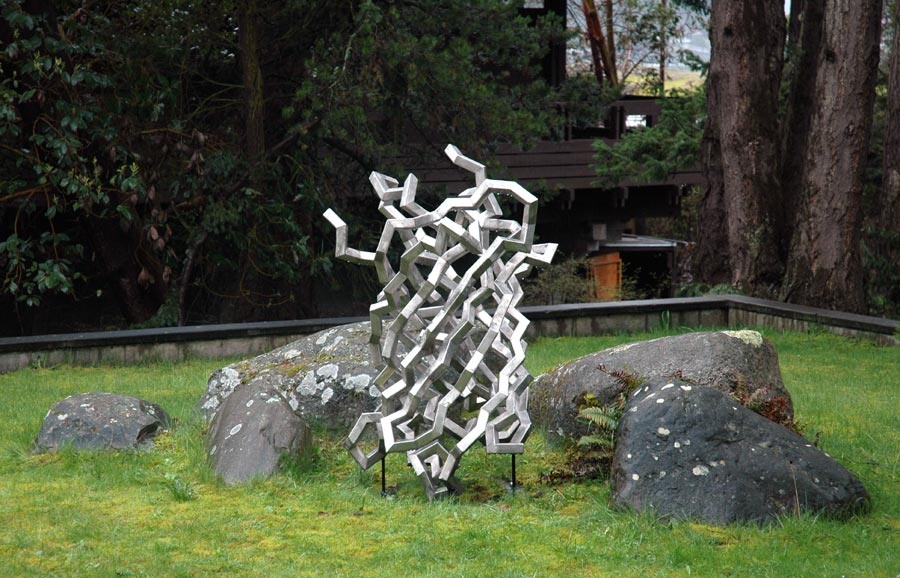
مجسمه جولیان ووس-آندره (GFP) مستقر در GFP Steel Jellyfish (2006). این تصویر مجسمه ای از جنس استنلس استیل را در آزمایشگاه‌های جمعه بندرگاه در جزیره سن خوان (واشینگتن، ایالات متحده آمریکا)، محل کشف GFP نشان می‌دهد.

## برای مطالعهٔ بیشتر
- برچسب پروتئین
- pGLO
- پروتئین فلورسنت زرد
- نشانگر ولتاژ رمزگذاری شده ژنتیکی